# Chemistry (banda)
CHEMISTRY (ケミストリー Kemisutorī?, o QUÍMICA en inglés) es un dúo musical japonés de J-Pop y R&B conformado por Yoshikuni Dōchin (堂珍嘉邦?) y Kaname Kawabata (川畑要?). Ambos fueron los ganadores de Asayan (similar a la serie American Idol), que organizó Sony Music Entertainment Japan en 2000.

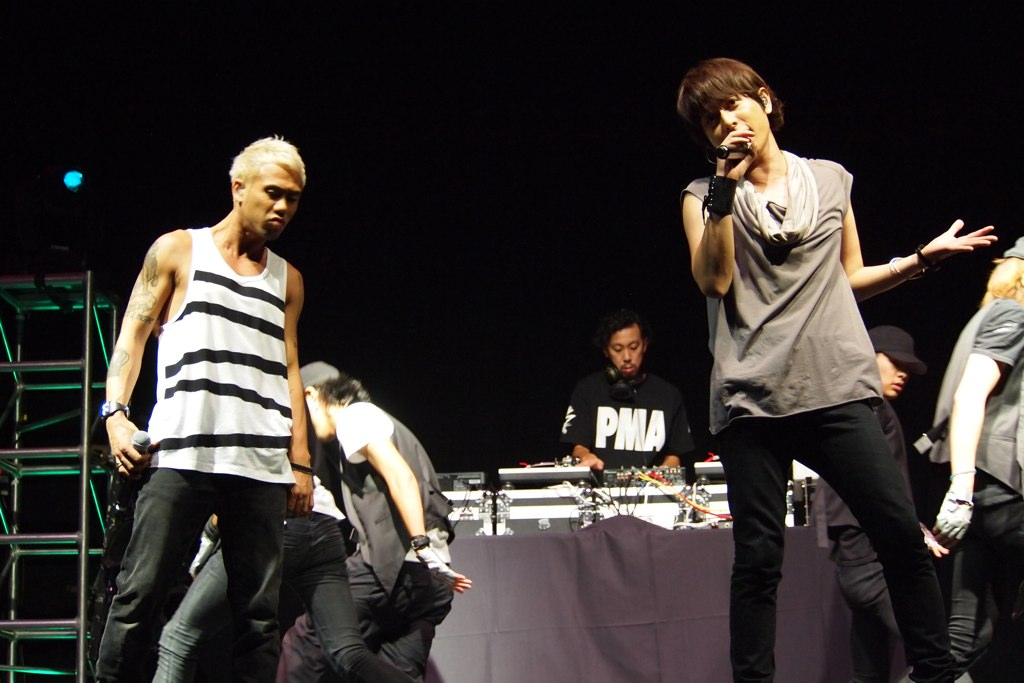
Chemistry en 2011

Su primer sencillo, Pieces of a Dream, fue lanzado el 3 de marzo de 2001, y fue el que más se vendió durante ese año (más de 2 millones de ventas), alcanzando éxitos similares en Oricon con sus demás trabajos musicales. CHEMISTRY también es conocida por su participación en Let's Get Together Now, una canción realizada en conjunto por artistas japoneses y coreanos, incluyendo a Lena Park.
Se volvieron aún más conocidos, pues su canción Period fue utilizada en el cuarto opening de la serie FullMetal Alchemist Brotherhood. También han trabajado en el primer y único opening del manga Shōnen-ai Antique Bakery con su canción Life Goes On.
Pieces of a Dream fue utilizado como ending del episodio 11 de la serie ReLIFE en 2016.

## Discografía

### Álbumes
| #  | Título            | Lanzamiento | Ranking |
| -- | ----------------- | ----------- | ------- |
| 1  | The Way We Are    | 2001-11-17  | #1      |
| 2  | Second to None    | 2003-01-08  | #1      |
| 3  | Between the Lines | 2003-06-18  | #1      |
| 4  | One X One         | 2004-02-18  | #1      |
| 5  | Hot Chemistry     | 2005-01-26  | #1      |
| 6  | Fo(u)r            | 2005-11-16  | #2      |
| 7  | Re:fo(u)rm        | 2006-08-09  | #25     |
| 8  | All the Best      | 2006-11-22  | #1      |
| 9  | Face to Face      | 2008-01-30  | #3      |
| 10 | Winter of Love    | 2008-11-19  | #7      |

### Sencillos
| #  | Title                                                                            | Release date | Ranking | N.º of weeks in Charts |
| -- | -------------------------------------------------------------------------------- | ------------ | ------- | ---------------------- |
| 1  | "Pieces of a Dream"                                                              | 2001-03-07   | #1      | 32 weeks               |
| 2  | "Point of No Return"                                                             | 2001-06-06   | #1      | 22 weeks               |
| 3  | "You Go Your Way"                                                                | 2001-10-11   | #1      | 14 weeks               |
| 4  | "Kimi o Sagashiteta (New Jersey United)" (君をさがしてた ～New Jersey United～?) | 2002-05-09   | #2      | 12 weeks               |
| 5  | "Floatin'"                                                                       | 2002-07-17   | #1      | 6 weeks                |
| 6  | "It Takes Two"                                                                   | 2002-11-13   | #1      | 14 weeks               |
| 7  | "My Gift to You"                                                                 | 2002-12-18   | #4      | 2 weeks                |
| 8  | "Ashita e Kaeru" (アシタヘカエル?)                                               | 2003-08-06   | #1      | 13 weeks               |
| 9  | "Your Name Never Gone"                                                           | 2003-11-19   | #2      | 13 weeks               |
| 10 | "So in Vain"                                                                     | 2004-02-04   | #3      | 6 weeks                |
| 11 | "Mirage in Blue"                                                                 | 2004-07-07   | #4      | 7 weeks                |
| 12 | "Long Long Way"                                                                  | 2004-10-27   | #4      | 6 weeks                |
| 13 | "Shiroi no Toiki" (白の吐息?)                                                    | 2004-12-01   | #8      | 6 weeks                |
| 14 | "Kimi ga Iru" (キミがいる?)                                                      | 2005-02-23   | #4      | 9 weeks                |
| 15 | "Wings of Words"                                                                 | 2005-07-27   | #2      | 12 weeks               |
| 16 | "Almost in Love"                                                                 | 2005-11-02   | #6      | 8 weeks                |
| 17 | "Yakusoku no Basho" (約束の場所?)                                                | 2006-10-04   | #4      | 11 weeks               |
| 18 | "Tōkage feat. John Legend" (遠影?)                                               | 2006-11-01   | #9      | 5 weeks                |
| 19 | "Top of the World"                                                               | 2006-12-06   | #28     | 5 weeks                |
| 20 | "Sora no Kiseki" (空の奇跡?)                                                     | 2007-04-25   | #9      | 4 weeks                |
| 21 | "This Night"                                                                     | 2007-08-01   | #13     | 5 weeks                |
| 22 | "Saigo no Kawa"                                                                  | 2007-10-24   | #4      | 11 weeks               |
| 23 | "Kagayaku Yoru" (輝く夜?) (supported by Monkey Majik)                            | 2007-12-05   | #18     | 3 weeks                |
| 24 | "Life goes on"                                                                   | 2008-08-20   | #12     | 5 weeks                |
| 25 | "Koisuru Yuki Aisuru Sora" (恋する雪 愛する空?)                                  | 2008-11-05   | #16     | 4 weeks                |
| 26 | "A Place for Us" (with Toko Furuuchi)                                            | 2009-02-18   | #21     | 2 weeks                |
| 27 | "Ano Hi feat. Dohzi-T/Once Again" (あの日 (feat. Dohzi-T)?)                      | 2009-11-04   | #19     | 4 weeks                |
| 28 | "Period"                                                                         | 2010-01-27   | #12     | 1 weeks                |

### Videos
- 2002-04-10 R.A.W. ~Respect and Wisdom- Chemistry Acoustic Live (in DVD and VHS)
- 2003-02-14 Chemistry the Videos: 2001-2002 ~What You See is What You Get~ (in DVD and VHS)
- 2003-09-10 Two as We Stand ~Live and Documentary 2002-2003~ (in DVD and VHS)
- 2005-01-26 Chemistry in Suntory Hall ~Hibiki~ (in DVD and UMD)
- 2006-08-09 Chemistry the Videos: 2003-2006 ~We Sing, Therefore We Are~ (in DVD and VHS)
- 2006-11-22 Chemistry 2006 Tour Fo(u)r (Blu-ray Disc)